# Лобос (острів)
Лобос (ісп. Lobos) — острів в Атлантичному океані, відноситься до архіпелагу Канарських островів (Іспанія).
Знаходиться за 2 км на північ від острова Фуертевентура. Площа — 5 км², населення немає з 1982 року, острів відвідується туристами.
Є вулканічним островом. Його вік оцінюється у діапазоні від 6000 до 8000 років.
Місцевий маяк було автоматизовано 1968 року. З 1982 року острів є частиною розташованого на декількох островах природного заповідникаParque Natural del Archipiélago Chinijo: тут росте близько 130 рідкісних рослин, а дно навколо острова являє собою заповідну зону рифів.
Острів є батьківщиною парагвайської поетеси та драматурга Хосефіне Пла (1903–1999).

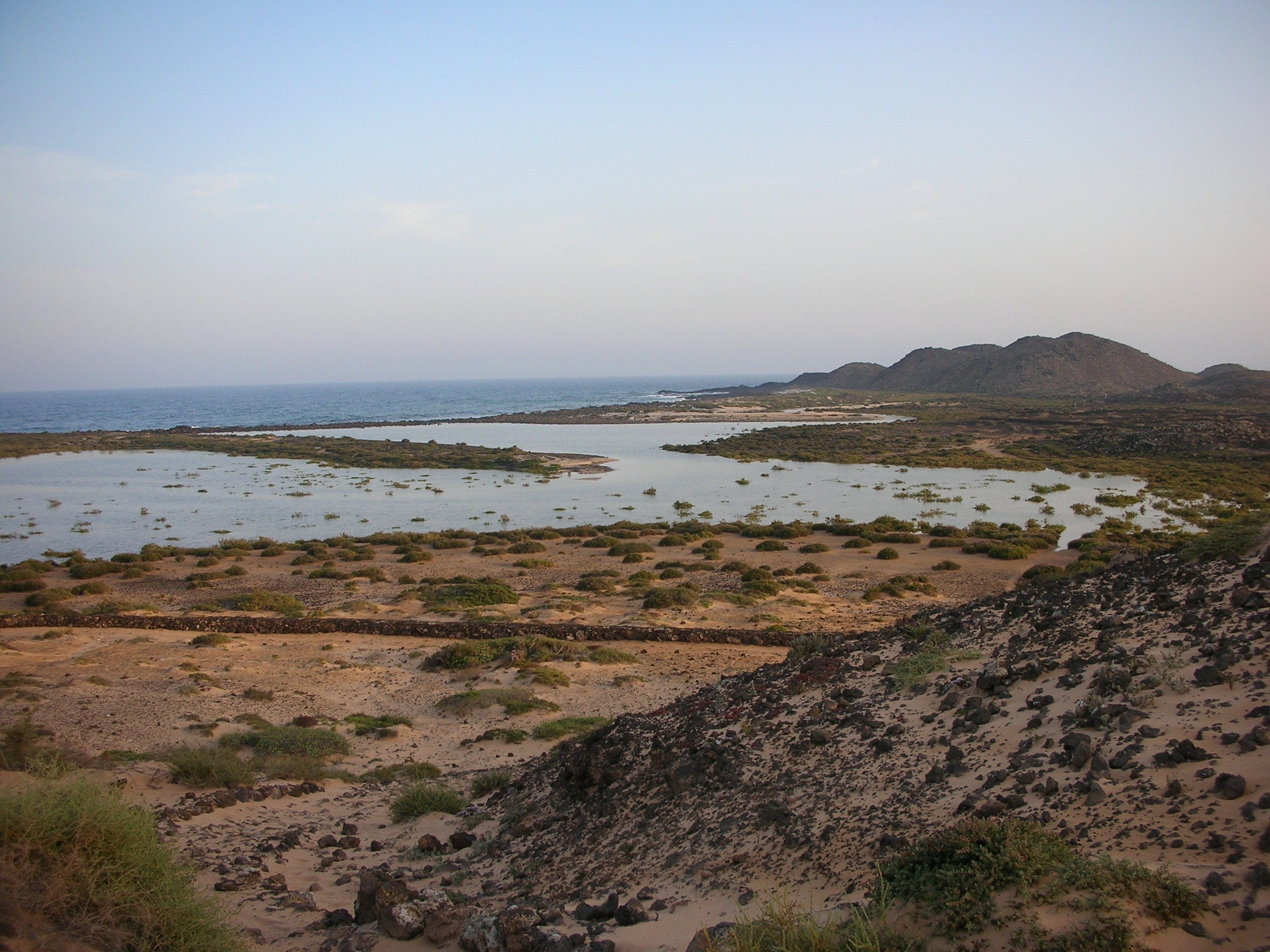
Невелика лагуна на північно-східному узбережжі острова Лобос